# Nikolai (Alaska)
Nikolai is een plaats (city) in de Amerikaanse staat Alaska, en valt bestuurlijk gezien onder Yukon-Koyukuk Census Area.

## Demografie
Bij de volkstelling in 2000 werd het aantal inwoners vastgesteld op 100.
In 2006 is het aantal inwoners door het United States Census Bureau geschat op 88, een daling van 12 (-12.0%).

## Geografie
Volgens het United States Census Bureau beslaat de plaats een oppervlakte van
12,6 km², waarvan 11,7 km² land en 0,9 km² water.

## Plaatsen in de nabije omgeving
De onderstaande figuur toont nabijgelegen plaatsen in een straal van 144 km rond Nikolai.